# Teorema de Roth
En matemáticas, el teorema de Roth (también conocido como teorema de Thue-Siegel-Roth) es un resultado fundamental en la aproximación diofántica a los números algebraicos. Es de tipo cualitativo, afirmando que los números algebraicos no pueden tener muchas aproximaciones racionales que sean "muy buenas". Durante medio siglo, el significado de "muy bueno"  fue refinado por varios matemáticos, comenzando con Joseph Liouville en 1844 y continuando con el trabajo de Axel Thue (1909), Carl Ludwig Siegel (1921), Freeman Dyson (1947) y Klaus Roth (1955).

## Enunciado
El teorema de Roth establece que todo número algebraico irracional {\displaystyle \alpha } tiene un número de Liouville igual a 2. Esto significa que, para cada {\displaystyle \varepsilon >0}, la desigualdad
{\displaystyle \left|\alpha -{\frac {p}{q}}\right|<{\frac {1}{q^{2+\varepsilon }}}}
solo puede tener un número finito de soluciones mediante números coprimos {\displaystyle p} y {\displaystyle q}. La demostración de Roth de este hecho resolvió una conjetura de Siegel. De ello se deduce que todo número algebraico irracional α satisface que
{\displaystyle \left|\alpha -{\frac {p}{q}}\right|>{\frac {C(\alpha ,\varepsilon )}{q^{2+\varepsilon }}}}
siendo {\displaystyle C(\alpha ,\varepsilon )} un número positivo que depende únicamente de {\displaystyle \varepsilon >0} y de {\displaystyle \alpha }.

## Discusión
El primer resultado en esta dirección es el teorema de Liouville sobre la aproximación de números algebraicos, lo que da un exponente de aproximación de d para un número algebraico α de grado d ≥ 2. Esto ya es suficiente para demostrar la existencia de números trascendentes. Thue se dio cuenta de que un exponente menor que d tendría aplicaciones para la solución de ecuaciones diofánticas y en el teorema de Thue de 1909 estableció un exponente {\displaystyle d/2+1+\varepsilon } que aplicó para demostrar la finitud de las soluciones de la ecuación de Thue. El teorema de Siegel mejora esto a un exponente alrededor de 2√d, y el teorema de Dyson de 1947 tiene un exponente alrededor de √2d.
El resultado de Roth con exponente 2 es en cierto sentido el mejor posible, porque esta afirmación fallaría al establecer {\displaystyle \varepsilon =0}, dado que por el teorema de aproximación de Dirichlet hay infinitas soluciones en este caso. Sin embargo, existe una conjetura más fuerte de Serge Lang, que propone que
{\displaystyle \left|\alpha -{\frac {p}{q}}\right|<{\frac {1}{q^{2}\log(q)^{1+\varepsilon }}}}
solo puede tener un número finito de soluciones en números enteros p y q. Si se deja que α recorra todo el conjunto de los números reales, no solo los reales algebraicos, entonces se cumplen tanto la conclusión de Roth como la de Lang para casi todo {\displaystyle \alpha }. Entonces, tanto el teorema como la conjetura afirman que un determinado conjunto numerable omite un determinado conjunto de medida cero.
Actualmente, el teorema no es efectivo, es decir, no se conoce ningún límite para los valores posibles de p y q dado {\displaystyle \alpha }. Davenport y Roth (1955) demostró que las técnicas de Roth podrían usarse para dar un límite efectivo para el número de p/q que satisfacen la desigualdad, utilizando un principio de "brecha". El hecho de que en realidad no se sepa C(ε) significa que el proyecto de resolver la ecuación, o acotar el tamaño de las soluciones, está fuera de nuestro alcance.

## Técnica de prueba
La técnica de prueba implica construir un polinomio multivariable auxiliar en un número arbitrariamente grande de variables dependiendo de {\displaystyle \varepsilon }, lo que lleva a una contradicción en presencia de demasiadas buenas aproximaciones. Más específicamente, se encuentra un cierto número de aproximaciones racionales al número algebraico irracional en cuestión y luego se aplica la función sobre cada una de ellas simultáneamente (es decir, cada uno de estos números racionales sirve como entrada para una variable única en la expresión que define la función estudiada). Por su naturaleza, era ineficaz, siendo una cuestión de particular interés, ya que una aplicación importante de este tipo de resultado es limitar el número de soluciones de algunas ecuaciones diofánticas.

## Generalizaciones
Existe una versión del resultado básico para dimensiones superiores, el teorema del subespacio de Schmidt. También existen numerosas extensiones, que utilizan, por ejemplo, números p-ádicos, basadas en el método de Roth.
William J. LeVeque generalizó el resultado demostrando que se cumple un límite similar cuando los números aproximados se toman de un cuerpo de números algebraicos fijo. Defínase la altura H(ξ) de un número algebraico ξ como el máximo de los valores absolutos de los coeficientes de su polinomio mínimo. Fijar κ>2. Para un número algebraico dado α y un campo numérico algebraico K, la ecuación
{\displaystyle |\alpha -\xi |<{\frac {1}{H(\xi )^{\kappa }}}}
tiene solo un número finito de soluciones en los elementos ξ de K.